# ＃ビタスイ
『＃ビタスイ』（シャープビタスイ）は、Bitter & Sweetの1枚目のミニアルバム。2015年12月23日にUP-FRONT WORKSより発売。

## 収録曲
1. Rolling Days（B&S Edition）
作詞：Mari-Joe　作曲：安岡洋一郎　編曲：michitomo
田﨑あさひのデビューシングル「Rolling Days」のリメイク[2]。
2. オレンジライン
作詞：NOBE　作曲：michitomo　編曲：michitomo
3. 真夜中のLonely
作詞：星部ショウ　作曲：星部ショウ　編曲：宮永治郎
4. 泣いて 泣いて 恋してる
作詞：唐沢美帆　作曲：加藤裕介　編曲：山下洋介
5. バイバイメトロ
作詞：児玉雨子　作曲：炭竃智弘　編曲：炭竃智弘
6. DREAM GIRL
作詞：アベショー　作曲：中島卓偉　編曲：Team MF
田﨑あさひのソロ曲（未音源化）のリメイク。
7. ハレルヤ
作詞：NOBE　作曲：michitomo　編曲：michitomo